# Фонтан Стравинского
Фонтан Стравинского (фр. Fontaine Stravinski), также Фонтан Тенгели, — фонтан на площади Игоря Стравинского у Центра Жоржа Помпиду в Париже. Он был создан супругами архитектором Жаном Тенгели и художницей Ники де Сен-Фалль, в 1982—1983 годах.

## Описание
Названный именем Игоря Стравинского фонтан состоит из 16 находящихся в движении скульптур (мобилей), размещенных по всей площади фонтана (1650 см × 35 см × 3600 см). Тенгели выполнил чёрные колесные механизмы из железа, а Сен-Фалль создала яркие авангардные фигуры из полистирола. Фигуры разыгрывают спектакль под лучшие произведения Стравинского, по очереди выпуская струйки воды. Под площадью Стравинского расположен Центр музыкальных исследований IRCAM, созданный, так же как и Центр Помпиду, архитектором Ренцо Пьяно.

## История создания
Пьер Булез, основавший IRCAM, был уверен, что скучную площадь Стравинского перед Центром Помпиду смогут оживить лишь скульптуры Тенгели. Тенгели согласился только с условием, что его подруга Сен-Фалль также примет участие в создании фонтана. Он считал, что яркие скульптуры его жены вместе с его чёрными мобилями смогут создать гармоничный переход от футуристичного здания Центра Помпиду к мрачному готичному зданию церкви Сен-Мерри.
При создании фонтана возникли некоторые технические проблемы, связанные с расположением фонтана. Чтобы уменьшить вес, скульптуры Тенгели были изготовлены из алюминия, а фигуры Сен-Фалль — из лёгких стеклопластика и полиэстера. Высота фонтана была выбрана как можно более низкой.
Музыка Игоря Стравинского, тесно связанная с танцем и русскими национальными мелодиями и сказками, дала художникам темы для обширного тематического репертуара. Фонтан напоминает в итоге страницы детской книжки.
Открытие фонтана Стравинского произошло 19 июня 1983 года, в честь чего были организованы празднества в Музее современного искусства.

## Упоминания в художественных произведениях
- У. Эко. Маятник Фуко / Пер. Е. Костюкович. Глава 115: «На площади механизмы Тингели и прочие яркокрашеные скульптурки мокнут в водице фонтана или искусственного озерца, сонливо звякают зубчатые колёса…»